# Liste der Monuments historiques in Guerville (Yvelines)
Die Liste der Monuments historiques in Guerville (Yvelines) führt die Monuments historiques in der französischen Gemeinde Guerville auf.

## Liste der Bauwerke
| Bezeichnung                     | Beschreibung                  | Standort         | Kennzeichnung | Schutzstatus | Datum | Bild |
| ------------------------------- | ----------------------------- | ---------------- | ------------- | ------------ | ----- | ---- |
| Kapelle St-Germain de Secqueval | Erbaut im 11./12. Jahrhundert | La Plagne (Lage) | PA00087448    | Classé       | 1981  |      |

## Liste der Objekte
- Monuments historiques (Objekte) in Guerville (Yvelines) in der Base Palissy des französischen Kultusministeriums